# 이발사

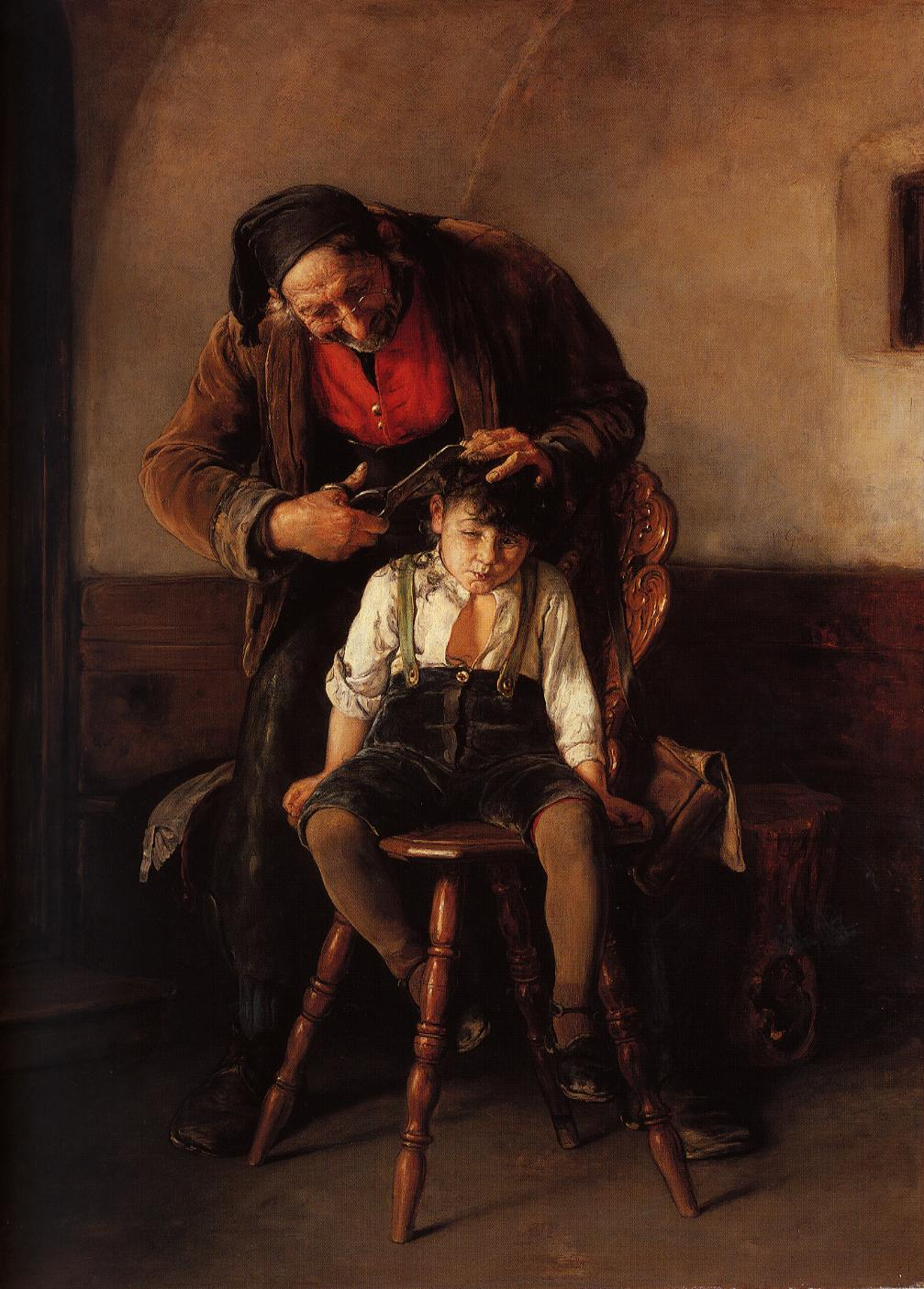
이발사

이발사(理髮師, 문화어: 리발사)는 사람들의 머리카락을 깎고, 구레나룻, 수염 등을 면도해주는 기술자이다.

## 용어
이발(理髮)은 머리카락을 깎는 일을 말하므로, 머리를 깎는 곳은 이발소(理髮所)라고 부른다. 이용실이라고도 하는데 2012년 6월 현재 국어사전에는 등재되어 있지 않다.
대한민국 공중위생관리법 제2조에 “이용업”이라 함은 “손님의 머리카락 또는 수염을 깎거나 다듬는 등의 방법으로 손님의 용모를 단정하게 하는 영업”으로 정의되어 있고, 이 영업을 하는 사람은 이용사(理容師)로 부른다.
이발사는 정년 없이 평생 할 수 있으며, 자격면허를 소지하고 우수한 기술을 갖추면 직업시장이 넓으므로 창업이 쉽다. 기술과 고객을 상대하는 사교술 및 머리형을 창조하는 감각에 따라 노동 수요와 공급에 크게 영향을 받지 않는 안전성이 있는 직업이며, 자영사업으로도 전망이 밝다. 
이발사는 서비스업이므로 조명하고 환기시설이 잘 된 청결한 실내에서 일을 해야 한다. 고객의 출근 이전이나 퇴근 후까지 장시간 서서 일을 해야 하므로 아주 고된 직업 중의 하나이며, 가위 · 칼 · 미용기계 등으로 손님이나 본인이 상처를 입을 수 있으므로 절대 한눈을 팔아서는 안 된다. 또한 불특정 다수의 사람들에 의해 머리카락이나 피부를 통하여 세균성 피부염이 옮겨질 수 있으므로 공중위생관리법의 적용을 받게 된다. 따라서 이발기구하고 영업장내 소독을 철저히 해야 하는 데다, 위생복을 착용하는 등, 단 하루라도 위생 관리를 소홀히 해서는 안 된다.

## 같이 보기
- 머리 모양
- 미용사
- 미용실